# Happy Ever After (serie televisiva 1974)
Happy Ever After è una sitcom britannica trasmessa dalla BBC dal 1974 al 1979.

## Descrizione
Happy Ever After è una sitcom britannica creata da John T. Chapman e trasmessa dalla BBC tra il 1974 e il 1979. La serie segue le vicende di Bob e Joan Fletcher, interpretati da Terry Scott e June Whitfield, una coppia sposata alle prese con le situazioni quotidiane e familiari nella Londra degli anni ’70. La sitcom è conosciuta per il suo umorismo leggero e per l’affiatamento tra i protagonisti, già celebri per collaborazioni precedenti nel campo della commedia televisiva.
Il successo della serie ha portato alla creazione dello spin-off Terry and June, che riprende le avventure della coppia in un nuovo contesto narrativo. Happy Ever After è considerata una delle sitcom più emblematiche della BBC negli anni ’70, apprezzata per il suo ritratto della vita familiare e per lo stile umoristico che rifletteva la società britannica di quel decennio.

## Episodi

### Pilota (1974)
- Pilot (7 maggio 1974)

### Prima serie (1974)
1. The Hotel (17 luglio 1974)
2. Terry's Church Sermon (31 luglio 1974)
3. Amateur Dramatics (7 agosto 1974)
4. The French Businessman (14 agosto 1974)
5. Keep Fit (21 agosto 1974)

### Seconda serie (1976)
1. A Country Cottage (8 gennaio 1976)
2. Old Folks' Party (15 gennaio 1976)
3. Lucy's Premium Bond (22 gennaio 1976)
4. Telemania (29 gennaio 1976)
5. Terry in Court (5 febbraio 1976)
6. The Flower Show (12 febbraio 1976)
7. June's Day in Bed (19 febbraio 1976)
8. Frank's Return (26 febbraio 1976)
9. Filming the Fletchers (4 marzo 1976)
10. The Novel (11 marzo 1976)

### Terza serie (1976)
1. Foster Parents (9 settembre 1976)
2. Restoration Piece (16 settembre 1976)
3. It's All In The Title (23 settembre 1976)
4. Mistaken Identikit (30 settembre 1976)
5. The Car Rally (7 ottobre 1976)
6. Holiday Plans (14 ottobre 1976)
7. The Protest (21 ottobre 1976)
8. The French Student (28 ottobre 1976)
9. Lucy's Present (4 novembre 1976)

### Speciale di Natale (1976)
- Christmas (23 dicembre 1976)

### Quarta serie (1977)
1. Hello Sailor (8 settembre 1977)
2. Talk of the Devil (15 settembre 1977)
3. You've Got to Have Art (22 settembre 1977)
4. A Proper Choice (29 settembre 1977)
5. He Who Excavates Is Lost (6 ottobre 1977)
6. Never Boring (13 ottobre 1977)
7. Never Put It In Writing (20 ottobre 1977)

### Speciale di Natale (1977)
- June's Parents (23 dicembre 1977)

### Quinta serie (1978)
1. Watch Your Weight (5 settembre 1978)
2. The Hut Sut Song (12 settembre 1978)
3. Business and Pleasure (19 settembre 1978)
4. The King and June (26 settembre 1978)
5. A Woman Called Ironside (3 ottobre 1978)
6. The More We Are Together (10 ottobre 1978)

### Speciale (1979)
- The Go Between (25 aprile 1979)